# Forugh Farrojzad
Forugh Farrojzad (en persa: فروغ فرخزاد), (Teherán, Irán, 5 de enero de 1935-Teherán, Irán, 13 de febrero de 1967) también Forugh Farrokhzad, fue una poeta iraní y directora de cine. Como poeta fue una de las más influyentes de Irán en el siglo XX. Era una poeta moderna, controvertida e iconoclasta. Junto con un grupo de poetas renovadores como Nimá Yushiy, Sorhab Sepehrí y Ajaván Salés, rompió la rigidez de la poesía clásica persa acercándola a la gente utilizando expresiones y términos populares y coloquiales. Fue descalificada por los sectores más conservadores de la sociedad iraní, admirada por escritores y cineastas de todo el mundo y emblema del feminismo en su país.

## Biografía
Nació en Teherán en 1935, en pleno proceso de occidentalización del país en tiempos del Sha Reza Pahlevi. Hija de una familia de clase media observante de las tradiciones islámicas persas. Su padre era el Coronel Mohammad Bagher Farrokhzad (originario de Tafresh) y su madre se llamaba Touran Vaziri-Tabar. Farrokhzad era la tercera de siete hermanos, entre ellos la también escritora y poeta Pooran y el actor, escritor y poeta Fereydoun Farrokhzad. Se graduó en la escuela secundaria y a los 15 años, empezó a estudiar pintura y corte confección en la escuela de artes manuales para niñas Kamalolmolk Technical School. Más tarde explicó que tras las clases de corte y confección se sentía más ligera de mente y podía escribir poesía con mayor facilidad. La pintura fue siempre para ella una segunda vía de expresión.
Se casó a los dieciséis años con el rechazo de su familia a causa de la edad, con su primo Parviz Shapour, un conocido humorista. Continuó su formación de pintura y costura y se trasladó con su marido a la ciudad de Ahvaz. Un año más tarde, dio a luz a su único hijo, Kamyar Shapour (al que le dedicó Un poema para ti). Dos años después, en 1954 la pareja se divorció -influyeron sus ideas de lucha por la libertad según algunas biografías- su marido ganó la custodia de su hijo y nunca más pudo volver a verle. Su padre la repudió y le impidió volver a la casa familiar.
Forugh regresó a Teherán. Aunque ya componía poemas en sus años estudiantiles, es después de esa compleja travesía personal -matrimonio, divorcio, pérdida de la custodia de su hijo- cuando irrumpió en la escena literaria. En 1955 publicó su primer libro de poemas, titulado Asir (Cautiva) con 44 poemas. Sus poesías rebeldes e iconoclastas recibieron el rechazo de todos los academicistas. El editor de la obra fue arrestado y ella fue acusada de corromper a la sociedad con sus palabras. El acoso de la crítica y de la prensa ya nunca cesaría.
En septiembre de 1955 sufrió una crisis nerviosa y fue ingresada en una clínica psiquiátrica.
En julio de 1956 salió por primera vez al extranjero y viajó durante nueve meses por Europa. El mismo año publicó 25 cortos poemas con el título Divar (El Muro) dedicado a su exmarido.
En 1958 publicó su tercer poemario, Esian (Rebelión). El mismo año cuando buscaba trabajo conoció al controvertido escritor y cineasta Ebrahim Golestan con quien coincidió con las ideas de independencia y libre expresión y con quien inició una relación sentimental que mantuvo hasta su muerte. Su vida independiente y libre era motivo de escándalo en los cerrados cenáculos literarios.
En 1962 dirigió La casa negra, un breve documental sobre la leprosería de Tabriz, que algunos han comparado con Tierra sin pan y que el crítico Mohsen Majmalbab definió como “la película más bella del cine iraní”. El documental recibió varios galardones, entre ellos en 1963 en el Festival de Mannheim. 
En 1963 la UNESCO produjo una película de 30 minutos sobre Forugh. También el cineasta Bernardo Bertolucci viajó a Irán para hacerle una entrevista y decidió producir una película de 50 minutos sobre la vida de la poeta.
En 1964 publicó Tavallodi Digar (En otro amanecer), con 35 poemas escritos en los seis años previos. El libro está considerado un hito en la poesía persa contemporánea que refleja su emancipación y liberación de la tradición, tanto en el plano formal como personal. Dueña de una creatividad y personalidad anticonvencionales, la escritora-cineasta abre su abanico hacia la actuación teatral.
En 1965 entró en imprenta su quinta colección de poemas, Tengamos fe en la estación del frío, publicada después de su muerte.
Murió el 14 de febrero de 1967 en un accidente de coche tras visitar a su madre. Para evitar un vehículo que venía en sentido contrario se desvió y se estrelló contra un muro en circunstancias no bien aclaradas, cuando preparaba el papel de una obra teatral.
Su poesía fue prohibida y censurada por más de una década tras la revolución islámica.
 

En España era prácticamente desconocida hasta que en 1997 la revista "Caminar" hizo una pequeña presentación y tradujo tres de sus poemas: Regalo, Muñeca de cuerda y Renacer. En 2000 se publicó su primer libro de poemas en español: Noche en Teherán y en 2004 Nuevo nacimiento con poemas de Rebelión, Nuevo nacimiento y Tengamos fe en la estación del frío, su última obra. 

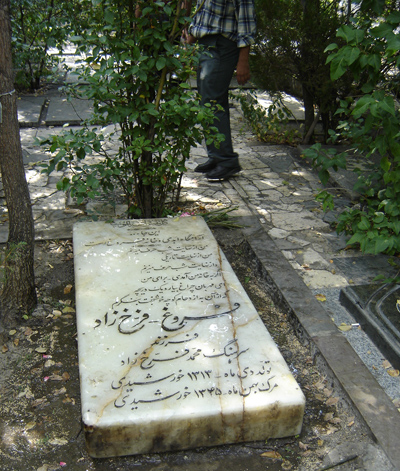
La tumba de Forough situada en el cementerio de Zahiroddoulé, al norte de Teherán.

 En marzo de 2019 se publicó la recopilación de su poesía completa en Eterno anochecer.

## Obra
Su obra ha sido calificada como poderosa y femenina, con versos libres que interpretan las inseguridades de las etapas de su vida, llenos de añoranza aunque a menudo son amargos y realmente poéticos. La vitalidad y fuerza de sus versos, la sinceridad, sencillez y transparencia de su visión de los hombres y de la vida sacudieron Teherán.

## Publicaciones
Publicó cinco libros de poemas: “Cautiva” (1955), “El muro” (1956), “Rebelión” (1959), “En otro amanecer” (1963) y “Creamos en el comienzo de la helada estación” (obra póstuma publicada en 1974).

### Obra en español
- Noche en Teherán, Amelia Romero, editorial El Bardo, 2000.

- Nuevo Nacimiento, con traducción de Clara Janés y Sahand. Ediciones del Oriente y del Mediterráneo, 2004.

- Eterno anochecer. Poesía completa. Edición, traducción y notas de Nazanin Armanian. Gallo Nero Ediciones, 2019 y 2025.

## Documentales y otros materiales
- I Shall Salute the Sun Once Again, documental realizado por Mansooreh Saboori, Irandukht Productions 1998
- Moon Sun Flower Game, Documental por Claus Strigel, Denkmal-Film 2007
- The Bride of Acacias por Ezzat Goushegir